# Senador Canedo
Senador Canedo là một đô thị thuộc bang Goiás, Brasil. Đô thị này có diện tích 244,745 km², dân số năm 2007 là 74687 người, mật độ 305,2 người/km².